# Michael Prenner
Michael Prenner (* 14. Jahrhundert; † 14. oder 15. Jahrhundert) war zu seiner Zeit reichster Bürger und Bürgermeister von Wiener Neustadt.

## Leben
Am 15. Juli 1377 verkaufen Pernold der Klingenfurter und seine Frau an „Michael den Prenner“ Lehensbesitz in Schwarzenbach, und zwar „16 Metzen Hafer auf des Nagels überlent lehen bei Swerczenpach“ (Schwarzenbach an der Ungarngrenze), die Feste Lanzenkirchen und alles was dazugehörte - Wälder, eine Au, das Fischrecht auf der Leitha, das Dorfgericht zu Lanzenkirchen, ….
Der Aichhof in Warth wurde als „Euchhof“ im Jahre 1295 das erste Mal urkundlich erwähnt. Er gehörte zum Herrschaftsbesitz des Habsburger Herzog Albrecht I., als Burg mit einfachen Befestigungsmauern. Im Jahre 1342 werden die Brüder Jörg und Heinrich von Losenhaym (Zweig der Losenheimer bei Puchberg) als Besitzer der Burg genannt, die ihnen auch als Wohnsitz diente. Im Jahre 1378 kaufte Michael Prenner den Nachfahren den Besitz um 440 Pfund Wiener Pfenninge ab. Dazu gehörten damals Wälder, Wiesen, Viehweiden, Äcker und Gärten mit bedeutenden Renten verschiedener Holden für Höfe und Hofstätten teils in Bargeld, teils in Naturalleistungen. So war dieser Edelsitz mit seinen einfachen Befestigungsanlagen der Mittelpunkt einer Herrschaft.
In der umfangreichen Urkunde von 1378 werden die drei „Ämter“ der kleinen Herrschaft aufgezählt:
1. „dacz der Warttt
2. ze Pernhartspawngarten“ (= Petersbaumgarten) und
3. „in der Zyps“.[3]

Von 1380 bis 1382 scheint Michael Prenner als Bürgermeister von Wiener Neustadt auf.
Perwald von Klingfurth, der zu Zeiselmauer Amtsmann des Bischofs von Passau war, hatte in und um Klingfurth Besitzungen, die er allerdings zum Großteil an Michael Prenner verkaufte.